# Münsterfeld
Münsterfeld ist eine Ortslage und ehemaliges Kasernengelände im Stadtbezirk Westend in der osthessischen Stadt Fulda.

## Lage
Das Münsterfeld ist etwa 67 Hektar großes Gelände nördlich der Haimbacher Straße, einer Ausfallstraße im Fuldaer Westend. Parallel zum Münsterfeld liegt die Ortslage Haderwaldsiedlung, ebenfalls im Stadtbezirk Westend.
Der Fuldaer Stadtteil Haimbach liegt westlich des Münsterfeldes und ist lediglich durch den sog. Europahügel mit Parkanlage vom Münsterfeld abgetrennt. Im Europaviertel tragen angelehnt an die Zeit der Nutzung als Kasernengelände einige Straßen US-amerikanische Namen, so z. B. Washingtonallee.

## Geschichte
1759 kam es auf dem Münsterfeld zu einem Zusammenstoß zwischen preußischen und württembergischen Truppen, der später als Schlacht auf dem Münsterfeld bezeichnet wurde.
1937 wurde in Münsterfeld die Ludendorff-Kaserne erbaut, welche aus nur wenigen Gebäuden bestand. Mit der Stationierung der 81. Schwadron der US-Constabulary im Jahr 1946 wurde die Kaserne in The Crossman Barracks umbenannt. 1951 zog das Hauptquartier des 14th US-Cavalry Regiments in die Kaserne und der Name wurde auf Downs Barracks geändert.
Nach dem Abzug der amerikanischen Truppen im Jahr 1994 aus dem Kasernengelände ging das Gelände an das Bundesvermögensamt. Seitdem siedelten sich einige Unternehmen auf dem Gelände der ehemaligen Kaserne an. Seit 2001 befindet sich auf dem Gelände auch das Polizeipräsidium Osthessen. An die deutsch-amerikanische Geschichte wird im Blackhorse Museum erinnert.

## Verkehr

### Öffentlicher Personennahverkehr
Im ÖPNV ist das Münsterfeld mit Stadtbussen und Regionalbussen zu erreichen. Nach Betriebsschluss der Stadtbusse stellen Anruf-Sammeltaxen den ÖPNV sicher.

### Fahrradverkehr und Fußgänger
Als Verbindung zwischen dem Münsterfeld und dem Stadtteil Maberzell wurde ein kombinierter Fuß- und Radweg fertiggestellt.

### Straßenverkehr
Das Münsterfeld ist über die Haimbacher Straße zu erreichen.